# BTR-T
A BTR-T (cirill betűkkel: БТР-Т  – бронетранспортёр тяжёлый; magyar átírással: bronyetranyszportyor-tyazsolij; magyarul: nehéz páncélozott szállító jármű) Oroszországban, az omszki Omszktranszmas vállalatnál 1994–1996 között kifejlesztett nehéz páncélozott szállító harcjármű, amelyet a hadrendből kivont T–55 harckocsik alvázát felhasználva alakítottak ki. Csak néhány példány készült 1997-ben, sorozatban nem gyártották. 

## Története
Létrehozását a csecsenföldi harcok tapasztalatai inspirálták, ahol a városi harcokban szükség volt a hagyományos gyalogsági harcjárművek mellett egy erős fegyverzetű és erős páncélvédettségű járműre, amelynél azonban a mozgékonyság nem volt elsőrendű szempont, a szállított gyalogság biztonságos célba juttatása volt az elsődleges. A koncepció alapja a szintén T–55-ből kialakított izraeli Ahzarit volt. A járművet első alkalommal 1997-ben mutatták be a nyilvánosság előtt egy omszki hadiipari kiállításon.

## Jellemzői
A T–55 páncéltestre gazdaságossági okokból esett a választás. A páncélvédettséget tovább javították reaktív páncél felszerelésével. A járművet AEK–902 Tucsa ködgránátvető rendszerrel is felszerelték (összesen 12 db 81 mm-es vetőcsővel). A jármű kezelőszemélyzete két fő, ezen felül öt fő lövészt szállíthat. A jármű maximális sebessége műúton 50 km/, terepen 25 km/h. Előkészítés nélkül 1,4 m mélységű vízen képes átkelni, speciális víz alatti átkelőkészlettel 5 m-es mélységű vízben tud áthaladni. 
A T–55-ös eredeti tornyát a löveggel együtt eltávolították. Helyette a tetőpáncélra egy könnyű, alacsony sziluettű, távirányítású tornyot építettek a fegyverzet számára. Ezt a jármű középvonalától kissé jobbra eltolták, hogy belóül jobb legyen a helykihasználás a szállított lövészek elhelyezéséhez. A járműhöz többféle fegyverzettel ellátott fegyvermodult alkalmaztak. 

### Fegyvermodulok
- 2A42 30 mm-es gépágyú 200 db lőszerrel és 3 db 9M113 Konkursz páncéltörő rakéta
- 2A42 30 mm-es gépágyú, 30 mm-es AGSZ–17 automata gránátvető
- 2 db 30 mm-es 2A38 gépágyú
- 12,7 mm-es NSZV nehézgéppuska és 9M113 Konkursz páncéltörő rakéta
- 12,7 mm-es NSZV géppuska és 30 mm-es AGSZ–17 gránátvető

## Lásd még
Hasonló harcjárművel:
- Kangaroo
- Ahzarit
- BMPT
- VIU–55 Munja